# Sisigambi
Sisigambi (in greco antico: Σισύγαμβις?, Sisýgambis; IV secolo a.C. – Susa, 323 a.C.?) è stata una principessa persiana, madre di Dario III di Persia.
Dopo la battaglia di Isso, Sisigambi venne catturata da Alessandro Magno e da lui trattata in seguito con devozione filiale.

## Biografia
Sisigambi probabilmente fu la figlia del re Artaserse II di Persia, o di suo fratello Ostane. Sisigambi sposò il proprio fratello Arsame, secondo un'antica tradizione zoroastriana. Oltre a Dario, ebbe un altro maschio, Ossiatre, e una femmina, Statira I.
Nella battaglia di Isso (333 a.C.), Dario III fu sconfitto dai Macedoni e batté in ritirata con l'esercito, lasciando in preda ai nemici la propria famiglia: la madre, la moglie (e sorella) Statira I e le figlie. Alessandro li catturò ma ebbe un comportamento molto mite nei loro confronti. Quando egli ed Efestione andarono insieme a visitare la tenda con famiglia del re Dario, Sisigambi tributò la proskýnesis, una forma di riverenza che era in uso in Persia, all'assai più prestante Efestione, evidentemente scambiandolo per il re. Quando la donna fu avvisata dell'errore, si gettò ai piedi di Alessandro, ma si racconta che questi le rincuorasse con queste parole: «Non vi siete sbagliata, madre, giacché anche lui è Alessandro».

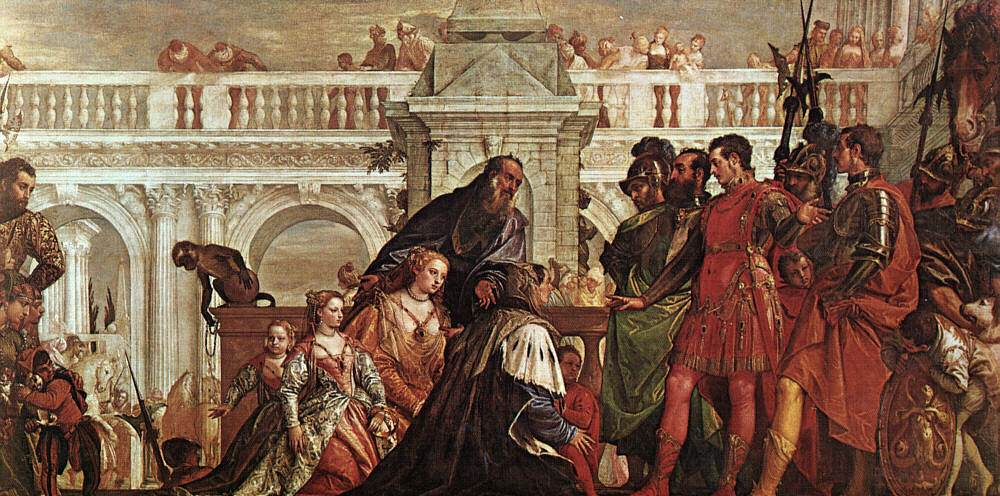
La famiglia di Dario ai piedi di Alessandro di Paolo Veronese 1565-67 olio su tela, National Gallery, Londra

Quinto Curzio Rufo narra che la regina madre della Persia rimase profondamente colpita dalla magnanimità e dalla benevolenza che Alessandro dimostrò nei confronti della sua famiglia. Suo figlio minore, Ossiatre, che si era distinto nella battaglia di Isso e aveva poi seguito Dario, fu cionondimeno chiamato a far parte della corte e ottenne incarichi importanti. Lei stessa veniva trattata da Alessandro con una grande deferenza: quando si trovava al cospetto della donna, il re rifiutava addirittura di sedersi, nel rispetto delle convenzioni in uso in Persia, finché lei non lo invitava a farlo. Ella giunse pertanto a considerare il re macedone quasi come un figlio.

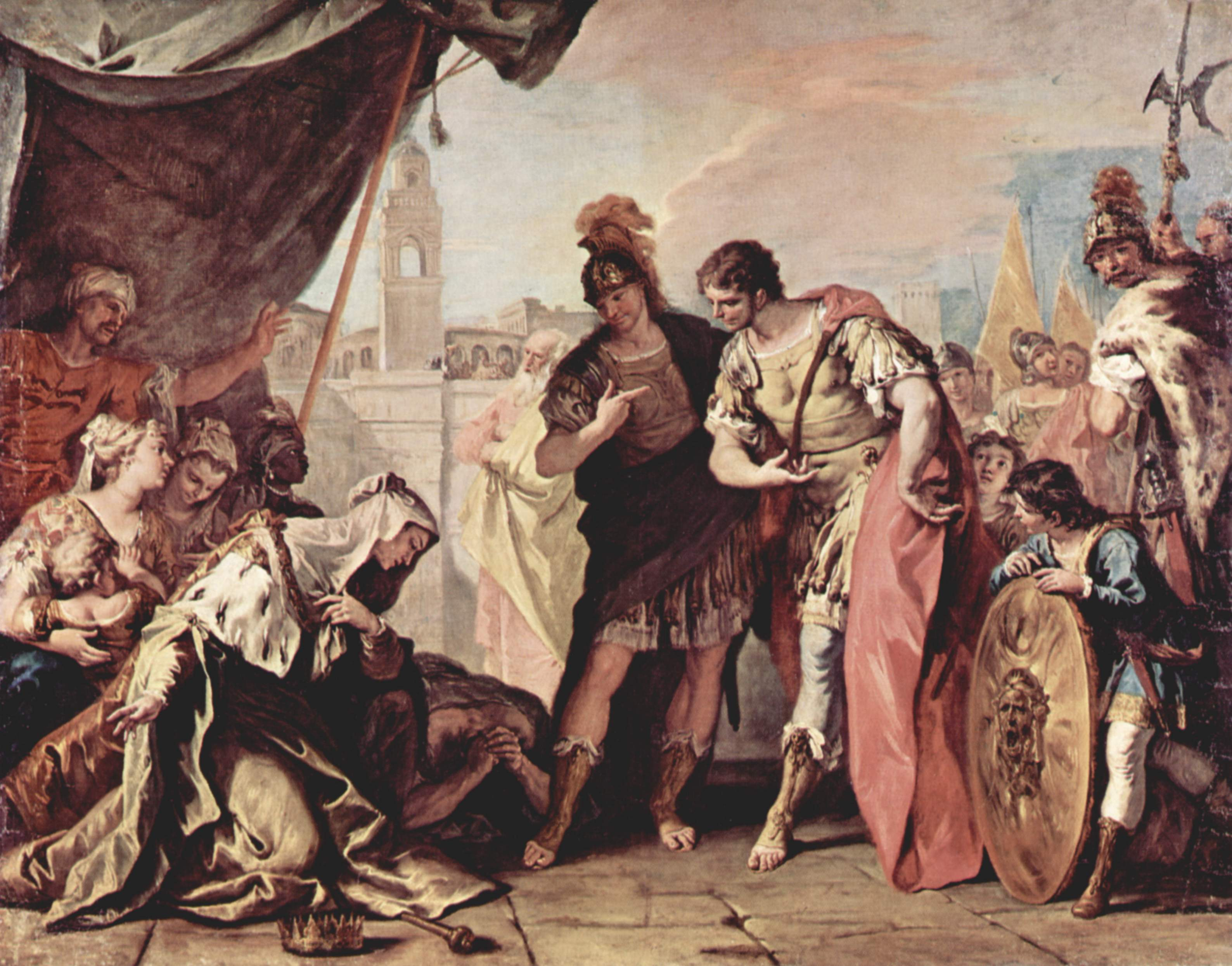
Alessandro alla tenda della famiglia di Dario, di Sebastiano Ricci

Al momento dell'assassinio del re persiano, avvenuto poco tempo dopo la sconfitta di Gaugamela (331 a.C.), Alessandro inviò il suo corpo alla madre perché ricevesse convenienti onori funebri. Quando il macedone partì da Susa per proseguire le sue conquiste in oriente, egli lasciò a Sisigambi un insegnante di greco. Al ritorno dall'India, poi, lui stesso prese in moglie Statira II, una delle due nipoti di Sisigambi, e dette in sposa la seconda, Dripetide, a Efestione, in occasione di quelli che sono stati chiamati i matrimoni di Susa (324 a.C.). Efestione però morì solo quattro mesi più tardi, e Alessandro lo seguì dopo meno di un anno (323 a.C.). Alla notizia della morte del sovrano macedone, forse anche presagendo la dura sorte che attendeva le nipoti, rimaste così precocemente vedove e destinate infatti ad essere presto uccise, Sisigambi si rinchiuse nei suoi alloggiamenti e, in capo a cinque giorni, si lasciò morire di disperazione e di inedia.
L'asteroide 823 Sisigambis è stato così chiamato in suo onore.